# Bentornato papà
Bentornato papà è un film del 2021 diretto da Domenico Fortunato.

## Trama
Improvvisamente un tragico evento colpisce Franco e di conseguenza sconvolgerà le vite di sua moglie e dei suoi figli. Sarà l'inizio di un percorso terapeutico dell’anima alla ricerca di un nuovo equilibrio.

## Produzione
Il film è stato girato in Puglia (Martina Franca, Taranto, Porto Cesareo) e a Roma.

## Distribuzione
Presentato in anteprima il 29 settembre 2021 al BIF&ST di Bari, è stato distribuito in sala dal 7 ottobre 2021 e trasmesso in prima visione TV il 2 marzo 2022 su Rai 1.